# Bernd Harbeck-Pingel
Bernd Harbeck-Pingel (* 1968) ist ein deutscher evangelischer Theologe.

## Leben
Er studierte von 1989 bis 1994 evangelische Theologie, Germanistik und Geschichte an der Universität Bonn. Nach dem ersten Staatsexamen 1994, dem Referendariat (1995–1997), der Promotion zum Dr. theol. 1998 und dem zweiten Staatsexamen 1997 unterrichtete er von 1998 bis 2015 als Lehrer an Gymnasien. Von 1999 bis 2002 war er Lehrbeauftragter für Systematische Theologie am Seminar für Evangelische Theologie Köln. Nach der Habilitation 2002 im Fach Systematische Theologie in Bonn wurde er Privatdozent und 2010 außerplanmäßiger Professor. Seit März 2015 lehrt er als Professor für Systematische Theologie an der Evangelischen Hochschule Freiburg.

## Veröffentlichungen (Auswahl)
- Ethische Wahrnehmung. Eine systematisch-theologische Analyse (= Beiträge zur Theologie und Religionsphilosophie, Bd. 2). Aachen/Mainz 1998, ISBN 3-89653-317-7 (= Dissertation Universität Bonn).

- Gesellschaft und Reich Gottes. Studien zu Alterität, Kommunikation und Handlung (= Marburger theologische Schriften, Bd. 73). Elwert, Marburt 2003, ISBN 3-7708-1230-1 (= Habilitationsschrift Universität Bonn).

- Heiliger Geist und Polykontexturalität (= Arbeiten zur historischen und systematischen Theologie, Bd. 7). Lit Verlag, Münster 2004, ISBN 3-8258-8120-2.

- Soziale Formen und theologische Beschreibung. Eine Untersuchung zur Gesellschaftstheorie (= Theologie, Kultur, Hermeneutik, Bd. 8). Evangelische Verlagsanstalt, Leipzig 2008, ISBN 978-3-374-02626-5.

- Formation der Bedeutungen. Theologische Epistemologie (= Theologie, Kultur, Hermeneutik, Bd. 24). Evangelische Verlagsanstalt, Leipzig 2018, ISBN 978-3-374-05458-9.